# La Guinardera (Sant Martí de Tous)
La Guinardera és una muntanya de 616 metres del municipi de Sant Martí de Tous, a la comarca catalana de l'Anoia, situat al nord-est del Coll de la Guinardera.